# هاري فرانكفورت
هاري جوردون فرانكفورت (بالإنجليزية: Harry Frankfurt)‏، (ولد في 29 يونيو 1929) فيلسوف أمريكي، وبروفيسور فخري لدى جامعة برنستون حيث درّس الفلسفة من عام 1990 إلى 2002، كما درّس قبلها في العديد من الجامعات، مثل جامعة ييل، وجامعة روكفلر، وجامعة ولاية أوهايو. حصل هاري على البكالوريوس في 1949، والدكتوراة في 1954 من جامعة جونز هوبكينز.

## المجال العلمي
يدور اهتمام هاري الرئيسي حول فلسفة الأخلاق وفلسفة العقل ونظرية الفعل وكذلك مدرسة القرن السابع عشر العقلانية. اشتهر هاري فرانكفورت بشروحاته لأفكار ديكارت العقلانية. إلا أن أكثر كتاباته تأثيراً كانت حول حرية الإرادة والتي كتب فيها أوراقاً كثيرة بناء على نظريته الخاصة والمعروفة بالمشيئات العليا (higher-order volitions) كما أنشأ ما يعرف بحالة فرانكفورت وهي «تجربة فكرية عرض من خلالها هاري إمكانية الموقف الذي لا يستطيع فيه الشخص أن يفعل غير ما فعل، إلا أن حدس المشاهد يظن أن هذا الشخص مسؤول من الناحية الأخلاقية عما بدر منه». يعتقد البعض أن هاري هو أبرز رواد التوافقية الأحياء.

## وصلات خارجية
- هاري فرانكفورت على موقع الموسوعة البريطانية (الإنجليزية)
- هاري فرانكفورت على موقع ميوزك برينز (الإنجليزية)